# Arkefly

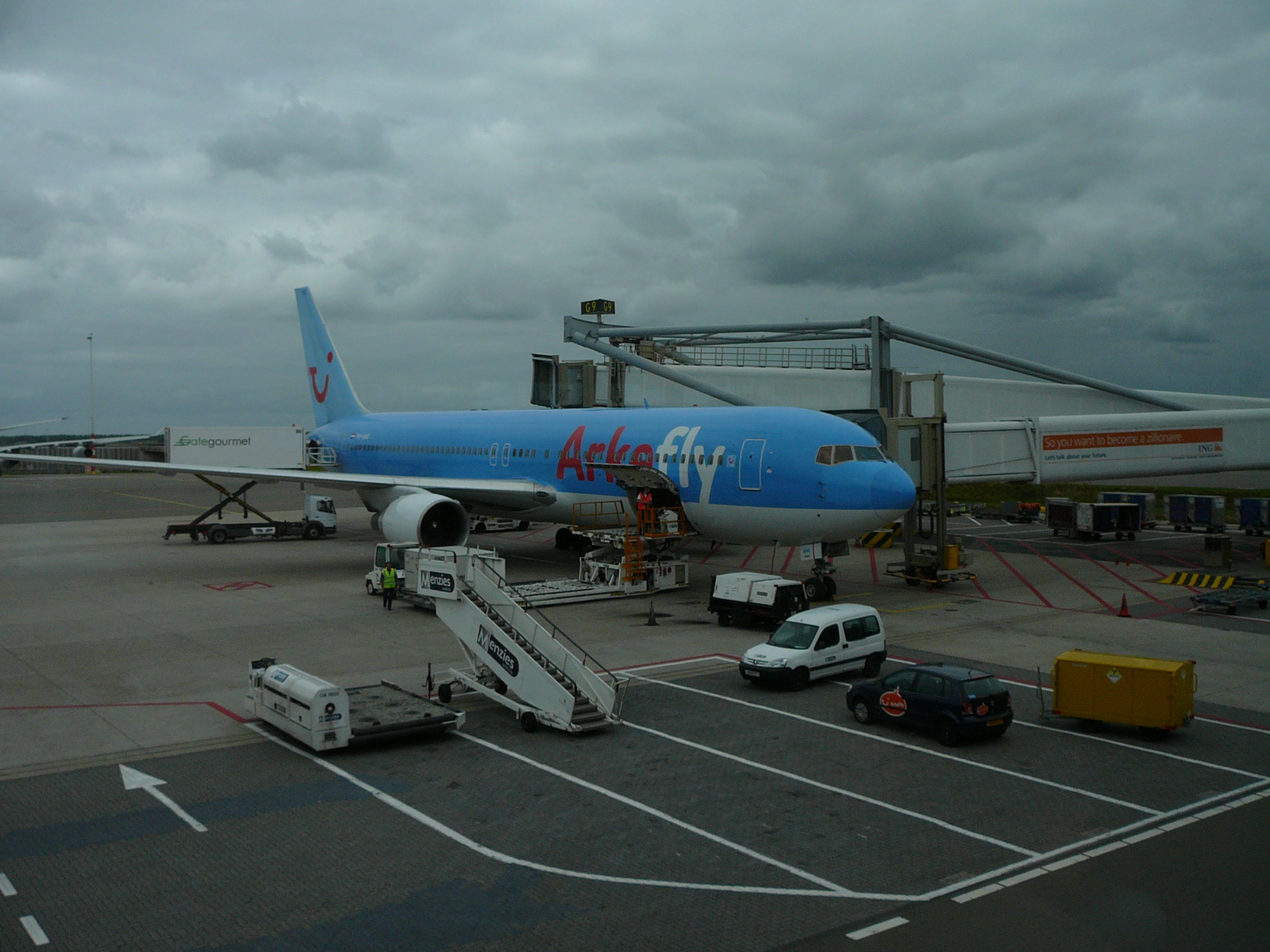
Máy bay Boeing 767-300ER của Arkefly ở Sân bay Amsterdam Schiphol

Arkefly (mã IATA = OR, mã ICAO = TFL) là hãng hàng không của Hà Lan, trụ sở ở Amsterdam. Đây là hãng hàng không chở khách thuê bao của tập đoàn TUI. Căn cứ chính của hãng ở Sân bay Amsterdam Schiphol. Phần lớn, hãng chở khách cho công ty du lịch Arke của Hà Lan. Ngày 14.12.2006 tập đoàn TUI đã loan báo sẽ đặt tên lại cho các hãng hàng không của mình là TUIfly từ năm 2008.

## Lịch sử
Arkefly xuất xứ từ hãng Air Holland thành lập năm 1981. Sau những khó khăn về kinh tế, Air Holland được bán cho Exel Aviation Group và đổi tên thành HollandExel trong tháng 3/ 2004. Tháng 5/2005 Exel Aviation Group tuyên bố phá sản và TUI Group mua hãng, đồng thời đổi tên thành Arkefly, theo tên công ty du lịch Arke là công ty con của TUI Group. Arkefly được tổ chức lại và bắt đầu hoạt động từ tháng 9/2005.

## Các nơi đến
- Ai Cập
  - Hurghada
  - Luxor
  - Sharm El Sheikh
- Tunisia
  - Monastir
- Gambia
  - Banjul
- Tây Ban Nha
  - Quần đảo Canary
  - Arrecife (Lanzarote)
  - Fuerteventura
  - Las Palmas
  - Tenerife
- Thổ Nhĩ Kỳ
  - Antalya
- Hà Lan
  - Amsterdam
- México
  - Cancún
- Aruba
  - Oranjestad
- Cuba
  - Holguin
  - Varadero
- Cộng hòa Dominican
  - Puerto Plata
  - Punta Cana
- Jamaica
  - Montego Bay
- Antille thuộc Hà Lan
  - Kralendijk, Bonaire
  - Willemstad, Curacao
  - Philipsburg, Sint Maarten
- Brasil
  - Fortaleza, Brazil
  - Natal, Brazil
  - Porto Seguro, Brazil
  - Salvador, Brazil
- Venezuela
  - Porlamar

## Đội máy bay

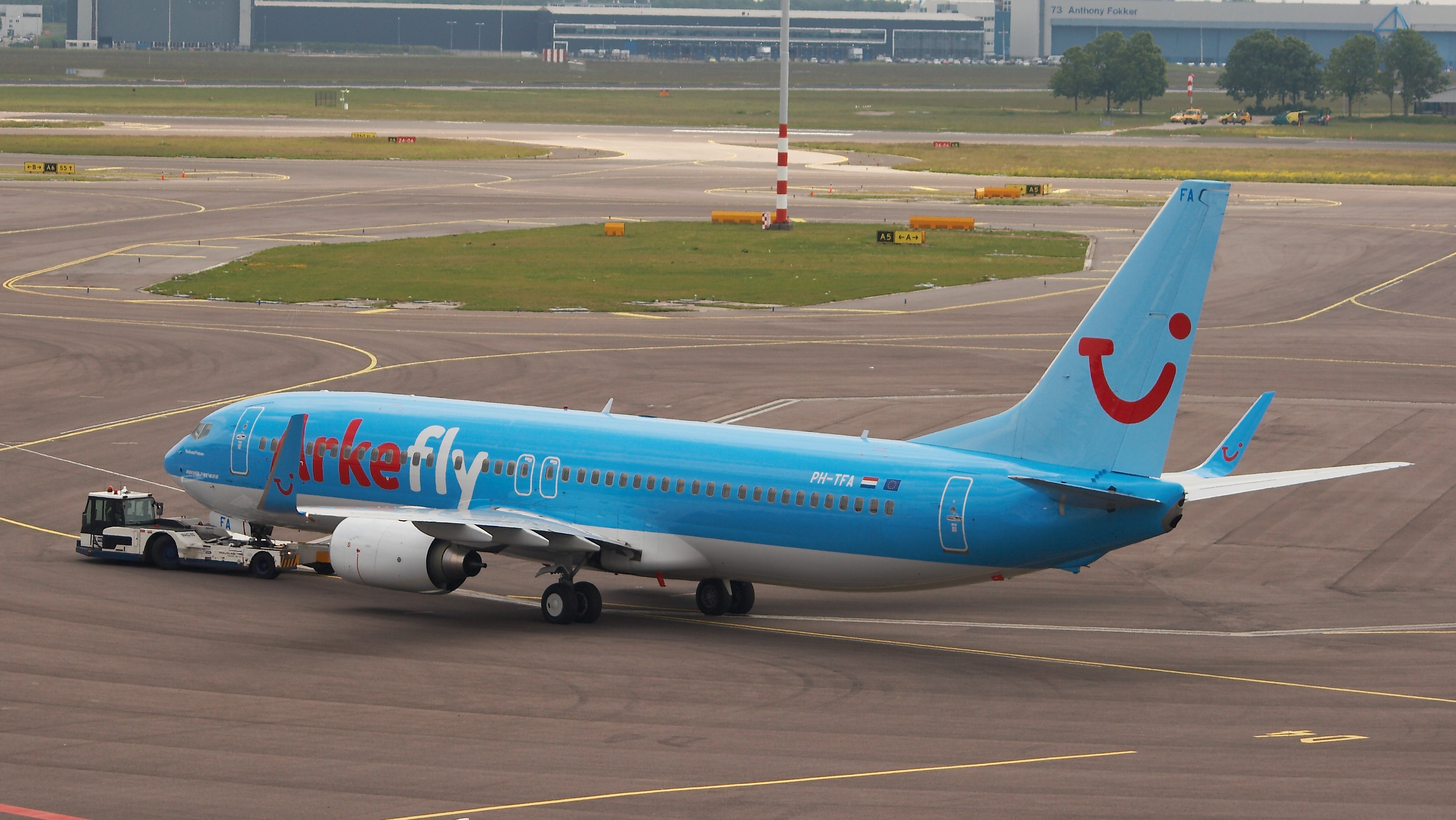
Máy bay Boeing 737-800 của Arkefly

(Ngày 21.6.2014) :
- 5 Boeing 737-800
- 4 Boeing 767-300ER - Picture of PH-AHQ, a Arkefly Boeing 767-383ER
- 1 Boeing 787 (đang đặt mua)